# Gary A. Polis

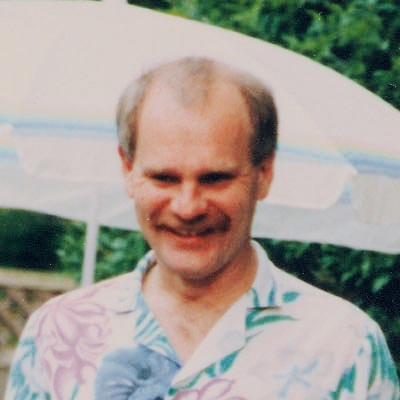
Gary A. Polis, 1996

Gary Allan Polis (geboren am 28. August 1946 in Los Angeles; gestorben am 27. März 2000 im Golf von Kalifornien) war ein US-amerikanischer Arachnologe und Ökologe. Seine Forschungsschwerpunkte waren die Biologie der Skorpione, Nahrungsnetze und trophische Kaskaden.

## Leben
Gary A. Polis studierte an der Loyola University in Los Angeles. Er erhielt 1969 seinen Bachelor-Abschluss in Biologie und Psychologie. Anschließend arbeitete er als Lehrer an der El Camino Real High School in Los Angeles, wo er 1972 zum Lehrer des Jahres gewählt wurde. Er setzte sein Studium an der University of California, Riverside fort und beschäftigte sich dort mit dem Studium der Vaejovidae, einer Familie der Skorpione. Bis heute ist durch Polis' frühe Forschungen Smeringurus mesaensis jene Art der Skorpione, deren Ökologie am eingehendsten untersucht worden ist. Polis erhielt 1975 sein Magisterdiplom und schloss sein Studium 1977 mit einem Doktortitel in Biologie ab.
Von 1977 bis 1979 lehrte Polis als Dozent an der Oregon State University. Dann wechselte er an die Vanderbilt University, wo er die Zoologie der Wirbellosen und Meeresbiologie unterrichtete und 1992 eine Professur erhielt. Polis wechselte 1998 an die University of California, Davis. Dort war er von Juli 1998 bis zu seinem Tod Inhaber des Lehrstuhls für Umweltwissenschaften und Umweltpolitik.
Polis war Verfasser und Herausgeber mehrerer Bücher. Die von ihm herausgegebene und mitverfasste Biology of Scorpions wurde als die „Skorpionbibel“ bezeichnet und ist bis heute ein Standardwerk. 1991 folgte mit The ecology of desert communities ein weiteres bahnbrechendes Werk, mit dem er die Fokussierung auf Skorpione aufgab. Seine späteren Forschungen galten Nahrungsnetzen und trophischen Kaskaden und führten zu mehreren, teilweise posthum, veröffentlichten Büchern. Polis' letzte große Arbeit, Scorpion biology and research, wurde ebenfalls erst nach seinem Tod veröffentlicht.
Polis galt in der Fachwelt als einer der bedeutendsten Arachnologen des späten 20. Jahrhunderts und wurde in einem Nachruf, auch wegen seiner Medienpräsenz, als der „berühmteste Skorpionforscher der Welt“ bezeichnet. Er war ein Experte für die Ökologie der Wüstentiere und beriet die US-amerikanische Regierung während des zweiten Golfkriegs über Wüstenskorpione. Seine Arbeit als Ökologe wurde in den 1990er Jahren mit mehr als 500.000 US-Dollar Fördergeldern der National Science Foundation unterstützt, wodurch er zu einem der finanziell am besten ausgestatteten Ökologen der Welt wurde. Zuletzt konzentrierte er sich auf die Ökologie kleiner Inseln im Golf von Kalifornien, wohin er häufig Exkursionen durchführte.
Gary A. Polis kam zusammen mit einem Mitarbeiter seiner Universität und drei Wissenschaftlern der Universität Kyōto ums Leben, als ihr Forschungsboot in einem überraschend aufgezogenen Sturm im Golf von Kalifornien kenterte. Nach Angaben eines der vier Überlebenden hatte Polis noch versucht, andere Verunglückte zu retten. Polis hinterließ seine Ehefrau und zwei Kinder.

## Dedikationsnamen
- Butheoloides polisi Lourenço, 1996
- Compsobuthus polisi Lowe, 2001
- Hadrurochactas polisi (Monod, Lourenço, 2001)
- Hormurus polisorum (Volschenk, Locket & Harvey, 2001), ein höhlenbewohnender Skorpion der Weihnachtsinsel
- Polisius Fet, Capes & Sissom, 2001
- Stahnkeus polisi (Sissom & Stockwell, 1991)

## Veröffentlichungen (Auswahl)
- Gary A. Polis (Hrsg.): The biology of scorpions. Stanford University Press, Stanford 1990, ISBN 0-8047-1249-2.
- Gary A. Polis (Hrsg.): The ecology of desert communities. University of Arizona Press, Tucson 1991, ISBN 0-8165-1186-1.
- Larry P. Pringle und Gary A. Polis: Scorpion Man: Exploring the World of Scorpions. Scribner’s Sons, New York 1994, ISBN 0-684-19560-7 (Kinderbuch).
- Gary A. Polis: Food webs. Integration of patterns & dynamics. 2nd print Kluwer, Boston 2001, ISBN 0-412-04051-4.
- Philip R. Brownell und Gary A. Polis: Scorpion biology and research. Oxford University Press, Oxford 2001, ISBN 0-19-508434-9.
- Gary A. Polis, Mary E. Power und Gary R. Huxel (Hrsg.): Food webs at the landscape level. University of Chicago Press, Chicago 2004, ISBN 0-226-67327-8.